# Italiensk klematis
Italiensk klematis (Clematis viticella) är en växtart i familjen ranunkelväxter från södra Europa och västra Turkiet.

## Synonymer
Clematis lugubris Salisb
Viticella deltoidea Moench